# Arnold Schönberg
Arnold Schönberg (tyskt uttal: [ˈaːrnɔlt ˈʃøːnbɛrk]), född 13 september 1874 i Wien, död 13 juli 1951 i Los Angeles, var en österrikisk tonsättare, främst förknippad med expressionismen inom den tyska poesin och konsten, samt ledare för den så kallade Andra Wienskolan. Han flyttade till USA 1934 och ändrade då stavningen av sitt namn till Schoenberg.
Schönbergs förhållningssätt till både harmonik och genomföring räknas som en av 1900-talet musikaliska milstolpar. Flera generationer av kompositörer i Europa och Amerika har fortsatt att utveckla hans tankar medan andra, med passion, har reagerat emot hans idéer. Under nazismens framväxt i Österrike betecknades hans musik, tillsammans med bland annat jazz, som entartete Musik.
Schönberg var tidigt vida känd för att parallellt ha lyckats utveckla tankegods från både Brahms och Wagner, vilka tidigare ofta beskrivits som motsatta traditioner av den tyska romantiken. Senare blev han synonym med sina innovationer inom atonalitet som kom att bli en av de mest omdebatterade uttrycken inom 1900-talets konstmusik. På 1920-talet utvecklade Schönberg den seriella tolvtonstekniken, ett inflytelserikt formellt regelverk inom komposition för att skapa serier av de tolv tonerna i den kromatiska skalan. Han myntade också begreppet developing variation (ungefär: 'varierad genomföring') för en formalistisk teknik att skapa utifrån redan existerande material. Han var även den första moderna tonsättare att ta till sig tekniken att utveckla musikaliska motiv utan att använda ett dominerande centralt melodiskt tema.
Schönberg var också konstnär, en betydande musikteoretiker och en inflytelserik kompositionslärare. Bland hans elever fanns Alban Berg, Anton Webern, Viktor Ullmann, Eduard Hladisch, John Cage, Hanns Eisler, Josef Zmigrod, med flera. Många av Schönbergs övningar innebar en formalisering av kompositionsmetoden och han hade för vana att uppmana åhörarna till ett analytiskt tänkande, något som gav eko hos det musikaliska avantgardet under hela 1900-talet. Hans ofta polemiska tankar kring musikhistorien och estetiken var av avgörande betydelse för många av 1900-talets betydande musikvetare och musikkritiker, bland andra Theodor Adorno, Charles Rosen, och Carl Dahlhaus.
Schönbergs kvarlåtenskap finns bevarad i Arnold Schönberg Center i Wien.

## Biografi
Arnold Schönberg föddes i en ashkenazisk judisk familj som bodde på Obere Donaustraße 5 i stadsdelen Leopoldstadt i Wien. Hans mor Pauline, som härstammade från Prag, var pianolärare, och drev affärsrörelse. Hans far Samuel var från Bratislava. Schönberg var i stort sett autodidakt och tog endast lektioner i kontrapunkt av tonsättaren Alexander von Zemlinsky som senare skulle bli hans svåger. I 20-årsåldern försörjde han sig genom att orkestrera operetter medan han komponerade verk såsom stråksextetten Verklärte Nacht 1899. Han gjorde senare en orkesterversion av denna, vilken har kommit att bli ett av hans mest uppskattade stycken. Både Richard Strauss och Gustav Mahler uppmärksammade Schönbergs kompositionstalang; Strauss när han kom i kontakt med Schönbergs Gurre-Lieder och Mahler efter att ha hört flera av Schönbergs tidiga verk. Strauss kom att återvända till ett mer konservativt idiom i sina verk efter 1909 och avfärdade då Schönberg, medan Mahler tog sig an Schönberg som skyddsling och fortsatte att stötta honom även sedan Schönbergs stil nått en punkt där Mahler inte längre förstod sig på den. Mahler oroade sig också för vem som skulle ta hand om Schönbergs produktion då han inte längre var i livet. Schönberg, som till en början föraktat och talat illa om Mahlers musik, omvändes av "blixtarna" i Mahlers tredje symfoni som han ansåg var ett genialt verk. Han talade till och med senare om Mahler "som ett helgon". Schönberg konverterade 1898 till protestantismen och förblev protestant till 1933, då han återtog den judiska tron.  

### Hans tidiga produktion
Schönberg började undervisa i kontrapunkt och komposition 1904. Hans första elever var Paul Pisk, Anton Webern, och Alban Berg där Webern och Berg skulle komma att bli de mest kända av hans många elever. Under sommaren 1908 övergav hans fru Mathilde honom under flera månader för den unge österrikiske målaren Richard Gerstl, som begick självmord när hon sedan lämnade honom för att återvända till sin make och sina barn. Denna händelse avspeglade sig tydligt i Schönbergs verk. Under hustruns frånvaro skrev han Du lehnest wider eine Silberweide, den trettonde sången i sångcykeln Das Buch der Hängenden Gärten, op. 15, som baseras på textsamlingen med samma namn av den mytomspunna tyska poeten Stefan George. Detta var Schönbergs första komposition helt utan förankring i en specifik tonart. Under detta år fullbordade han också ett av sina mest revolutionerande verk, stråkkvartett nr. 2, vars första två satser visserligen är kromatiskt färgade men ändå har traditionella tonartsbeteckningar. De sista två satserna, som också har texter av Stefan George, däremot, löser på ett djärvt sätt upp kopplingen till traditionell tonalitet (även om båda satserna slutar med tonala ackord - och verket är inte alltigenom atonalt) och bryter mot stråkkvartettraditionen genom att de också innehåller en sångstämma för solosopran.   
På sommaren 1910 skrev Schönberg sin harmonilära (Harmonielehre, tillägnad Gustav Mahler), som ännu idag är en av de mest betydelsefulla musikteoretiska böckerna. Ett annat av hans mest betydande verk från denna hans atonala, eller "pantonala", som Schönberg själv föredrog att kalla det, period är det stilbildande verket Pierrot Lunaire, op. 21, från 1912. Det är en nytänkande expressionistisk sångcykel som bygger på ett slags reciterande "talsång", så kallad "Sprechgesang". Verket kombinerar en kvinnlig solist med en ensemble bestående av fem musiker. Ensemblen, som ibland kallas för pierrotensemble, består av flöjt/piccola, klarinett/basklarinett, violin/viola, violoncell och piano.

### Första världskriget
Första världskriget orsakade en kris i Schönbergs utveckling. Militärtjänsten störde hans liv. Han kunde inte arbeta ostörd eller oavbrutet någon längre tid, vilket resulterade i många ofullbordade verk och outvecklade skisser. Vid 42 års ålder var han plötsligt inkallad till militärtjänst. Vid ett tillfälle lär en officer ha frågat honom om det var han som "var den ökände Schönberg". Schönberg svarade: "Ja! Ingen ville vara det, någon måste vara det, så det fick bli jag!" (Enligt Norman Lebrecht (2001), skulle detta ha en uppenbar koppling till Schönbergs uppenbara öde att vara "dissonansens befriare".  

### Tolvtonstekniken
Senare kom Schönberg att utveckla den mest inflytelserika versionen av dodekafoni, eller tolvtonsmusik. Det var en kompositionsmetod som i Frankrike och England av René Leibowitz och Humphrey Searle 1947 kom att kallas seriell musik. Tolvtonstekniken är också vad Schönberg är mest känd för, och tekniken anammades av många av Schönbergs elever som bildade den så kallade Andra Wienskolan. Bland dessa var Anton Webern, Alban Berg och Hanns Eisler, alla djupt influerade av Schönberg. Han publicerade flera böcker, från den berömda Harmonielehre till Grundlagen der musikalischen Komposition. Många av dessa trycks ännu och används av musiker och kompositionsstudenter.

### Andra världskriget och flytten till USA

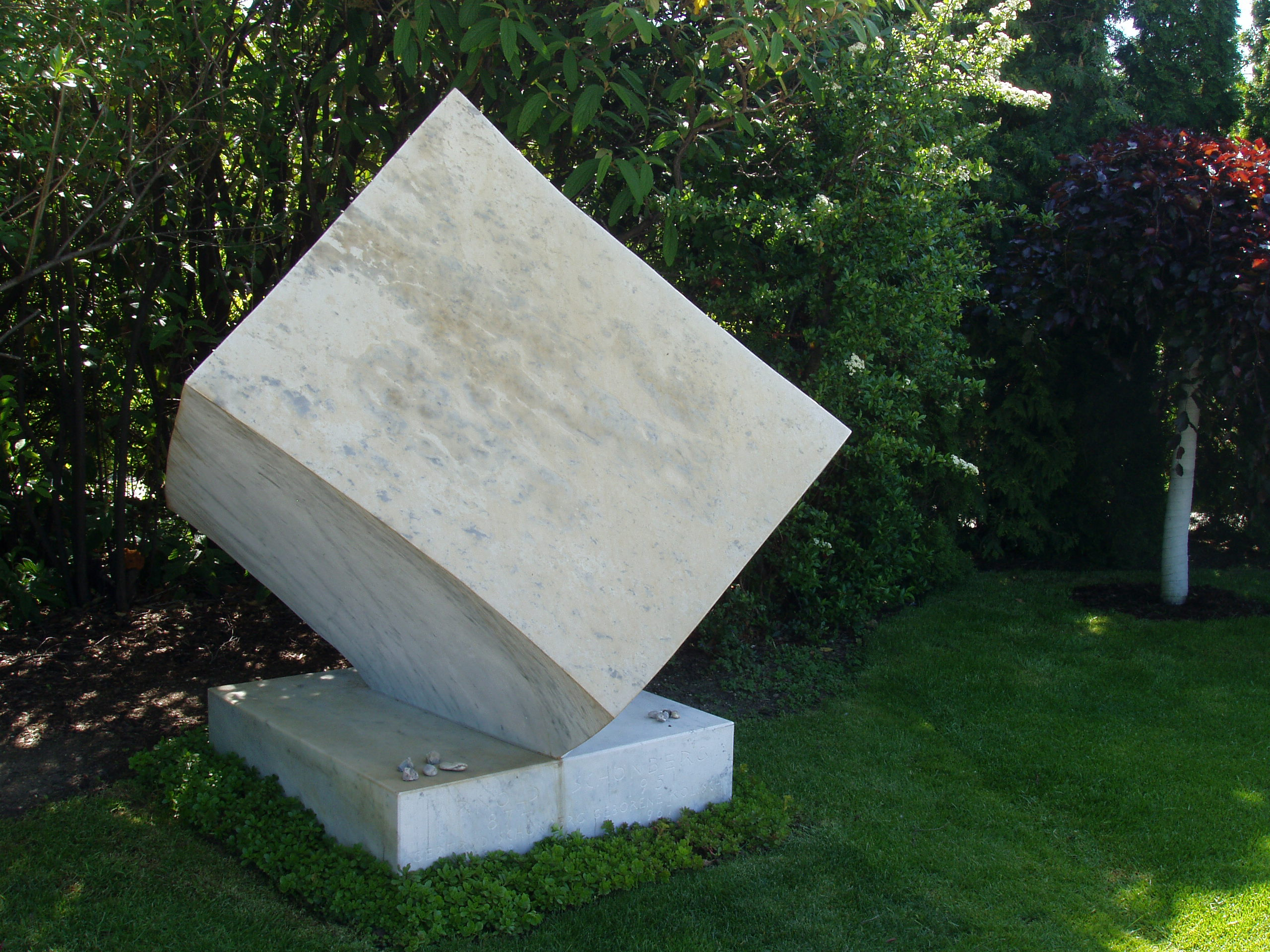
Schönbergs grav på Zentralfriedhof i Wien.

Sedan tonsättaren Ferruccio Busoni, som var kompositionslärare vid Akademie der Künste i Berlin, hade avlidit 1924 utsågs Schönberg året därpå till hans efterträdare. Schönberg kunde emellertid av hälsoskäl inte tillträda posten förrän 1926. Bland hans elever från den här tiden märks Robert Gerhard, Nikos Skalkottas och Josef Rufer. Schönberg stannade kvar på posten fram till 1933 då Adolf Hitler och nazisterna kom till makten. Han avskedades då och tvingades gå i exil. Han flyttade först till Paris där han återtog sin judiska tro och därefter till USA. Sin första lärarbefattning i USA fick han i Boston vid Malkin Conservatory. Han knöts därefter till Los Angeles där han undervisade både vid University of Southern California och University of California, Los Angeles. Båda dessa universitet har på sina campusområden en byggnad med namnet Schoenberg Hall.
Han slog sig ner i Brentwood Park i Brentwood i Los Angeles där han blev god vän (och tennispartner) med tonsättarkollegan George Gershwin. Han stannade i Brentwood resten av sitt liv. Schönberg blev amerikansk medborgare 1941.

### Senare delen av hans liv
Under slutet av sitt liv skrev Schönberg flera berömda verk, bland annat den svårspelade violinkonserten op.36 (1934-36), Kol Nidre op.39 för kör och orkester (1938), Ode till Napoleon Bonaparte op.41 (1942), pianokonserten op.42 (1942) och hans minnesverk över Förintelsens offer, A Survivor from Warsaw op.46 (1947. Han var oförmögen att avsluta sin opera, Moses och Aron (1932-33), som var ett av de första verken i sin genre komponerat helt med tolvtonsteknik. 
Schönberg utvecklade triskaidekafobi (rädsla för talet 13), som troligen började då han skrev den trettonde sången i sångcykeln Das Buch der Hängenden Gärten op.15. Moses och Aron stavades först Moses und Aaron, men då han upptäckte att titeln innehöll tretton bokstäver ändrade han stavningen. Hans vidskeplighet kan ha påskyndat hans död. Enligt hans vän Katia Mann fruktade han att han skulle dö ett år som var jämnt delbart med 13. Han fruktade sin 65-årsdag (5x13) så mycket att en vän bad tonsättaren och astrologen Dane Rudhyar att göra Schönbergs horoskop. Rudhyar gjorde det och förklarade att året var farligt, men inte livshotande. Men 1950, när han fyllde 76 år, skrev en astrolog och varnade honom för att det var ett kritiskt år (7+6=13). Detta skrämde honom eftersom han tidigare inte tänkt på att addera siffrorna. Fredagen den 13 juli 1951 stannade Schönberg till sängs, sjuk, ängslig och bedrövad. I ett brev till Schönbergs syster Ottillie, daterat den 4 augusti 1951, rapporterade hans hustru Gertrud: "Ungefär kvart i tolv tittade jag på klockan och sade till mig själv: en kvart till, sen är det värsta över. Sedan ringde doktorn efter mig. Arnold rosslade till två gånger, hans hjärta slog kraftigt och det var slutet". Gertrud skickade dagen efter ett telegram till sin svägerska Ottillie och meddelade att Arnold dog kl 23.45.
Arnold Schönbergs dotter, Nuria Dorothea, gifte sig med tonsättaren Luigi Nono 1955.

## Arnold Schönbergs elever
Schönberg hade ett oerhört stort inflytande på sin samtid och undervisade i komposition såväl i Wien, som i Berlin och USA. Flera av hans elever var också betydande tonsättare, dirigenter eller musikologer. Med Alban Berg, Anton Webern och andra elever bildades Andra Wienskolan och Berlinskolan.

## Musik
Se Verklista för Arnold Schönberg

### Verk och idéer
Schönbergs betydande bidrag med kompositioner inom den moderna konstmusiken sträcker sig över en period om över femtio år. Verken brukar delas in i tre perioder, trots att denna delning "fördunklar lika mycket som den förklarar", eftersom musiken i var och en av perioderna är synnerligen varierad. Tanken att hans tolvtonsperiod "representerar en stilistiskt enhetlig mängd verk stöds helt enkelt inte av musikaliska bevis" och viktiga musikaliska karaktäristika – särskilt de som handlar om utveckling av motiven – överskrider tydligt gränserna mellan perioderna. Den första perioden, 1894–1907, brukar identifieras både genom arvet från senromantiken under slutet av 1800-talet och expressionistiska rörelser inom konsten och poesin. Den andra, 1908-1922, kännetecknas av att han övergett bestämda tonarter, en stil som ofta beskrivs (dock inte av Schönberg) som atonal eller fritonal. Den tredje, från 1923 och framåt, inleds med Schönbergs konstruktion av tolvtonstekniken. Schönbergs mest kända elever Hans Eisler, Alban Berg och Anton Webern följde honom troget genom vart och ett av dessa intellektuella och estetiska moment, om än inte utan avsevärd experimentlusta och variation i uttrycket. 
Schönbergs noggrannhet som tonsättare, som inleds med sångerna och stråkkvartetterna runt sekelskiftet, gör att han snabbt når en unik position bland sina gelikar. Detta beror på att hans praktik visar på att Brahms och Wagner, som för de flesta samtida lyssnarna ansågs vara motpoler, pekar på en gemensam odelad riktning i den tyska musiktraditionen. Schönbergs Sex sånger op.3 (1899-1903) till exempel, uppvisar en traditionell tonalitet typisk för Brahms och Mahler och återspeglar ett intresse för välbalanserade fraser och en ostörd hierarkisk relation mellan tonarterna. Men sångerna uppvisar också en ovanligt djärv tillfällig kromatik och verkar eftersträva en wagneriansk föreställande inställning till motivisk identitet. Föreningen av denna progressiva och traditionella inställning når en höjdpunkt i hans Verklärte Nacht op. 4 (1899), ett stycke programmusik för stråksextett i vilket han utvecklat flera tydliga ledmotivliknande teman där vart och ett överträffar och underordnar sig det förra. De enda tematiska element som fortlever genom hela stycket är de som ständigt upplöses, varieras och sätts ihop igen. Denna teknik återfinns i Brahms musik och Schönberg kallar den utvecklade variationer. Schönbergs tillvägagångssätt i verket är två parallella vägar; å ena sidan antyder han en wagneriansk beskrivning av stabila tematiska idéer, å den andra en brahmsk inställning till en tematisk utveckling och tonal sammanhållning.
I sin musik från 1908 och framåt experimenterar Schönberg på olika sätt med frånvaron av traditionell tonartskänsla. Hans första tydligt atonala verk var den andra stråkkvartetten op.10 med sopran. Den sista satsen i detta stycke har ingen tonartsangivelse vilket kan tolkas som Schönbergs definitiva separation från diatonisk harmonik. Andra viktiga verk från den här perioden är sångcykeln Das Buch der hängenden Gärten op. 15 (1908–1909), hans Fünf Orchesterstücke op. 16 (1909), den olycksbådande Pierrot Lunaire op. 21 (1912), liksom den dramatiska Erwartung, op. 17 (1909). Ivern att använda musikaliska konstruktioner utan tonala centrum eller traditionellt konsonans-dissonanstänkande kan emellertid spåras tillbaka till hans Kammersymphonie op. 9 (1906), som är ett verk som utmärker sig av en tonal kvartsrelaterad harmonik och införandet av dynamisk och ovanlig relation mellan dramatiska avbrott och oförutsägbara instrumentala samband. Många av dessa idéer är typiska för den klangorienterade kammarmusikestetiken under det kommande seklet.
I början av 1920-talet arbetade Schönberg med att utveckla ett meningsfullt system som skulle kunna möjliggöra att hans musikaliska struktur blev enklare och tydligare. Detta resulterade i "kompositionsmetoden med tolv toner", i vilken skalans tolv toner betraktas som likvärdiga och inte har bestämda funktioner som i traditionell harmonik. Han betraktade sin upptäckt som likvärdig med Einsteins upptäckter inom fysiken. Detta förkunnade Schönberg under en promenad med sin vän Josef Rufer då han sade: "Jag har gjort en upptäckt som garanterat kommer att innebära att den tyska musiken kommer att leda utvecklingen under de kommande hundra åren." Bland verken under denna period finns Variationer för orkester op. 31 (1928), pianostyckena op. 33 a och b (1931), and pianokonserten op. 42 (1942). Trots Schönbergs rykte om att vara strikt skiljer sig stilen mycket under denna period utifrån vad de olika kompositionerna krävde. Därför skiljer sig strukturen hos exempelvis den ofullbordade operan Moses och Aron ifrån Fantasi för violin och piano op. 47 (1949).

### Kontroverser och polemik
Det har varit svårt att nå förståelse för Schönbergs tolvtonsteknik delvis på grund av systemets "revolutionära natur" och på grund av desinformation från några tidiga beskrivningar av systemets regler och undantag som visar på "mycket lite förståelse för de mest signifikanta uttrycken i Schönbergs musik", kompositörens hemlighetsfullhet och manuskriptens och skissernas otillgänglighet fram till slutet av 1970-talet. Under sin livstid var han "utsatt för utbredd kritik och förolämpningar som är chockerande – också i efterhand".
Efter några inledande, förståeliga, svårigheter började Schönberg vinna allmän acceptans för sin musik, till exempel med Pelleas und Melisande vid ett framförande i Berlin 1907 och särskilt vid uruppförandet i Wien den 13 februari 1913 av Gurre-Lieder som orsakade 15 minuters ovationer och Schönberg hedrades med en lagerkrans. Men många av hans verk fick sämre mottagande. Hans Kammarsymfoni nr. 1 i E-dur op. 9 uruppfördes 1907 men när den spelades igen vid en konsert den 31 mars 1913, tillsammans med verk av Alban Berg, Anton Webern och Alexander von Zemlinsky, blandades stormande applåder med visslingar och skratt under Weberns Six pieces op.6. Zemlinskys  Four Maeterlinck Songs lugnade publiken något, men enligt en samtida tidningsartikel kunde man efter Schönbergs op.9 "höra skramlet från nyckelknippor bland de våldsamma applåderna och på andra raden startade kvällens första slagsmål". Senare under konserten när Bergs Altenberg Lieder framfördes bröt ånyo slagsmål ut sedan Schönberg avbrutit konserten och hotat med att låta polis föra bort alla bråkmakare. Mahlers Kindertotenlieder som skulle ha avslutat konserten fick strykas sedan en polis kallats in.
Den allt sämre relationen mellan de samtida tonsättarna och publiken fick honom att grunda Verein für musikalische Privataufführungen (Föreningen för privata musikaliska framföranden) i Wien 1918. Hans syfte var storslaget, men knappast själviskt. Han försökte skapa ett forum där moderna kompositioner kunde repeteras noggrant och framföras under former som var befriade från modediktat och kommersialism. Från dess grundande fram till 1921, då den upphörde av ekonomiska skäl, anordnade föreningen 353 konserter för betalande medlemmar, ibland så ofta som en gång i veckan. Under de första arton månaderna tillät inte Schönberg att ett enda av hans egna verk framfördes. I stället fick publiken vid föreningens konserter lyssna till svåra moderna verk av Skrjabin, Debussy, Mahler, Webern, Berg, Reger, och andra ledande personer inom den tidiga 1900-talsmusiken.
Schönbergs seriella tolvtonsteknik blev ett av de hetaste diskussionsämnena inom den västerländska konstmusikvärlden under mitten av 1900-talet. Sedan 1940-talet har tonsättare som Pierre Boulez, Karlheinz Stockhausen, Luigi Nono och Milton Babbitt utvecklat arvet efter Schönberg i allt mer radikala riktningar.

## Övriga intressen

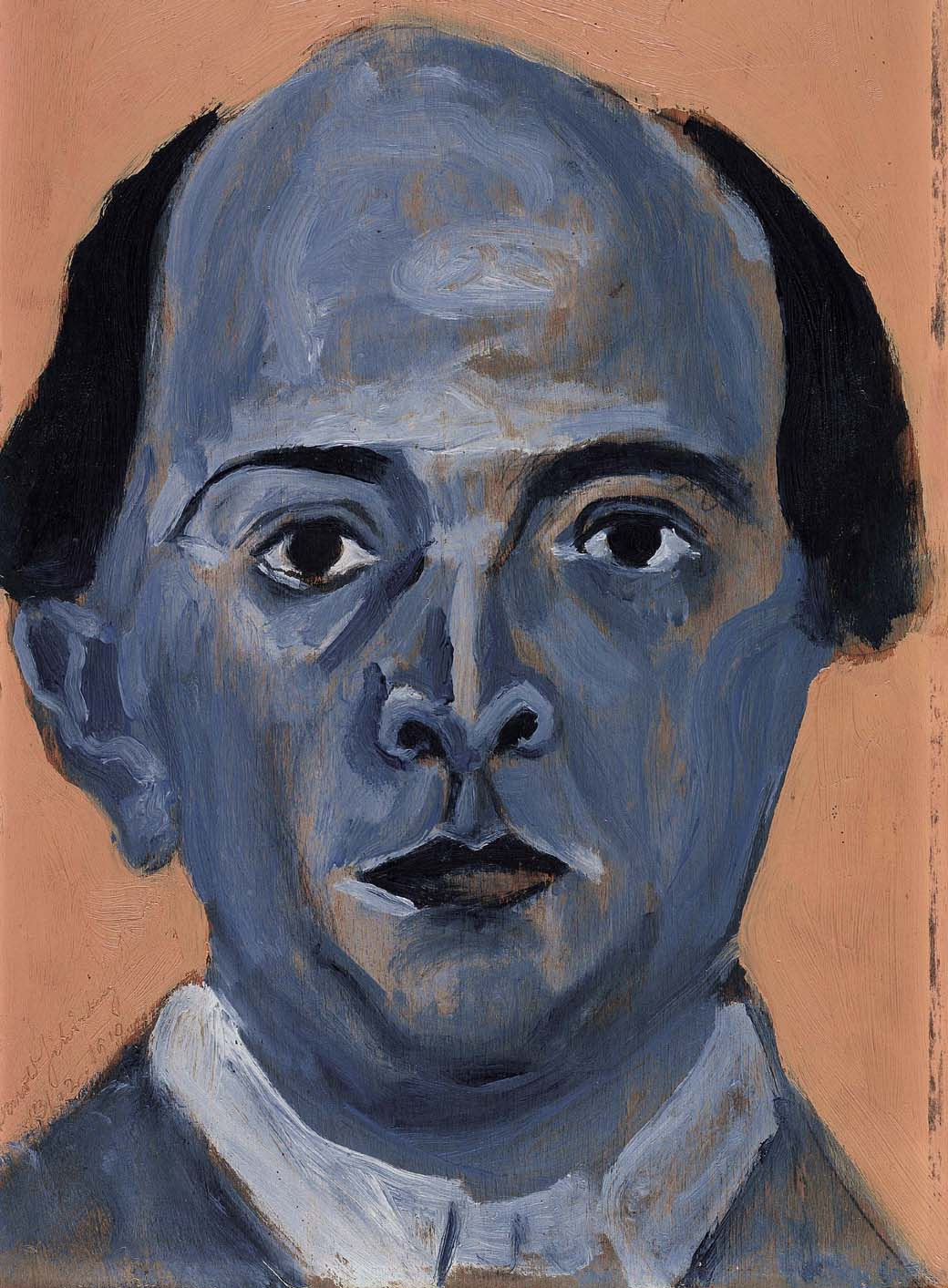
Blått självporträtt, 1910.

Schönberg var även målare och hans tavlor ansågs tillräckligt bra för att ställas ut tillsammans med konst av Franz Marc och Wassily Kandinsky. Han var också förtjust i Hopalong Cassidy-filmer.

## Eftermäle
Asteroiden 4527 Schoenberg är uppkallad efter Arnold Schönberg.